# James Dwight Dana
Pour les articles homonymes, voir Dwight et Dana.
James Dwight Dana (12 février 1813 à Utica - 14 avril 1895) est un géologue, minéralogiste et zoologiste américain. Il a apporté d'importantes contributions sur la formation des montagnes, l'activité volcanique et la structure des continents et des océans.

## Biographie
Il manifeste un intérêt précoce pour les sciences et entre en 1830 à Yale College pour étudier avec Benjamin Silliman. Après son diplôme en 1833, et pendant 2 ans, il devient professeur de mathématiques pour des aspirants de marine et prend la mer en Méditerranée lors de son service militaire. En 1836 et 1837, il est assistant de Silliman au laboratoire de chimie de l'Université Yale puis il travaille comme minéralogiste et géologue pendant 4 ans dans une mission d'exploration commanditée par les États-Unis dans le Pacifique et dirigée par Charles Wilkes. Après son retour en 1842, ses rapports sur cette expédition occupent partiellement son temps pendant 13 ans.
En 1844, il redevient résident de New Haven. Il se marie avec la fille du professeur Silliman et en 1850, lors de la retraite de ce dernier, il est engagé comme professeur d'histoire naturelle et de géologie au Yale College, position qu'il occupe jusqu'en 1892. À partir de 1846, il rejoint le American Journal of Science and Arts dont il est un auteur régulier, principalement dans le domaine de la géologie et de la minéralogie. Il en devient éditeur en chef dans les dernières années de sa vie.
Les livres de Dana les plus connus sont System of Mineralogy (première édition 1837) et Manual of Geology 1862. Une liste bibliographique montre qu'il a publié 214 livres et articles, débutant en 1835 avec un article sur les conditions du Vésuve. Ses rapports sur les zoophytes, sur la géologie du Pacifique et les crustacés résument ses travaux pendant l'expédition de Wilkes. Il écrit aussi Manual of Mineralogy -- Manuel de minéralogie, 1848—retitré Manual of Mineralogy and Lithology, ainsi que Corals and Coral Islands -- Coraux et îles coralliennes (1872; deuxième éditions 1890). En 1887 il revisite les îles hawaïennes et publie ses investigations dans un in-quarto en 1890 intitulé Characteristics of Volcanoes -- Caractéristiques des volcans.
Il est le père du minéralogiste Edwar Salisbury Dana.
La Royal Society lui décerne la médaille Copley en 1877 et la Geological Society of London la médaille Wollaston en 1872.

## La théorie «géosynclinale»
En réaction à la théorie, alors prévalente, de la contraction thermique de la Terre, Dana a formulé l'hypothèse géosynclinale de la formation du relief terrestre. La théorie de la contraction terrestre reposait sur des hypothèses géophysiques conformes aux connaissances des années 1870, mais aujourd'hui dépassées :
- conformément au fixisme de Cuvier, la position des continents et celle des mers, malgré l'existence de cycles diluviens, ne change pas au fil des époques. Cette hypothèse, qui ne fut véritablement remise en cause pour la première fois que vers 1915 par l'hypothèse de la dérive des continents d'Alfred Wegener, persista cependant jusque dans les années 1960.
- Selon Léonce Élie de Beaumont, le refroidissement progressif du globe terrestre doit s'accompagner d'une contraction thermique qui produit plis et fronces, à l'instar d'un fruit qui se déshydrate. À l'échelle du globe terrestre, ces plis donnent naissance aux mers et montagnes ; toutefois cette théorie fut battue en brèche après la découverte de la radioactivité naturelle.

Continuateur en cela des idées de James Hall, Dana appelait « géosynclinaux » les dépressions étendues du relief, en leur assignant une signification paléo-géologique. Ce mot était emprunté au verbe grec συγκλίνω / sunklínō, « incliner ou faire fléchir ensemble »  et qui renvoie aux fronces que forment les deux lèvres d'une dépression : contrairement au synclinal, qui désigne la concavité d'un pli, le géosynclinal désigne un bassin sédimentaire qui subit un plissement postérieur aux dépôts.
Pour Dana, les géosynclinaux étaient des dépressions étirées et anciennes de la croûte terrestre, recouvrant au moins les massifs montagneux qui leur ont succédé, et ayant eu longtemps fonction de bassin sédimentaire avant de subir un plissement et une surrection.
L'hypothèse géosynclinale s'appuyait sur les observations suivantes :
- Les montagnes sont faites de roches formées pour la plupart dans le fond des mers.
- l'épaisseur des terrasses sédimentaires atteint fréquemment plusieurs  kilomètres, ce qui est bien supérieur à la profondeur des mers le long des continents.
- les bancs rocheux sont plissés et se chevauchent parfois mutuellement.
- les bancs de flysch et molasse se sont déposés postérieurement aux sédiments marins et n'ont pas été entièrement piégés dans les plis du relief.

L'hypothèse géosynclinale rendait compte de ces observations tout en étant conforme aux hypothèses géophysiques. Le moteur de la formation des géosynclinaux, à savoir le plissement des couches ainsi que la surrection des chaînes montagneuses, s'expliquait dans un premier temps par la théorie de la contraction thermique, et leur affaissement par épirogenèse. Ce sont des modifications lentes et à grande échelle de la croûte terrestre, qui ne peuvent sensiblement bouleverser l'alternance des roches. L'hypothèse géosynclinale avait sa cohérence propre jusqu'à l'apport de connaissances nouvelles sur la géologie des fonds océaniques.
La théorie géosynclinale sera, jusqu'au changement de paradigme de la géologie des années 1960, l'explication prévalente du mécanisme de  l'orogenèse. Elle combinait en effet à la fois les connaissances géologiques et géophysiques disponibles pour proposer une histoire du relief.
Vers 1920, Hans Stille, s'appuyant à la fois sur cette théorie et sur celle de « cycle de Stille », définit les différentes phases de l'orogenèse ; et ce n'est que dans les années 1960 que de nouvelles données bathymétriques sur les fonds des océans la remirent en cause et lui firent préférer la théorie de la théorie de la tectonique des plaques.

## Minéralogie
On lui doit la description de nombreuses espèces minérales dont :
- en 1850
  - connellite
  - köttigite
  - muscovite
- en 1854
  - arsénolite
- en 1868
  - andradite
  - bobierrite
  - cabrérite (Variété d'annabergite)
  - celestobarite (Variété de barite)
  - claudétite
  - chalcocite
  - sartotite
- en 1888
  - beryllonite
- en 1890
  - natrophilite décrite avec le minéralogiste Brush.
- chrome-spinel (Déclassée comme synonyme de picotite (variété d'hercynite)).
- plessite (Déclassée comme synonyme de gersdorffite)